# Praça Campitelli

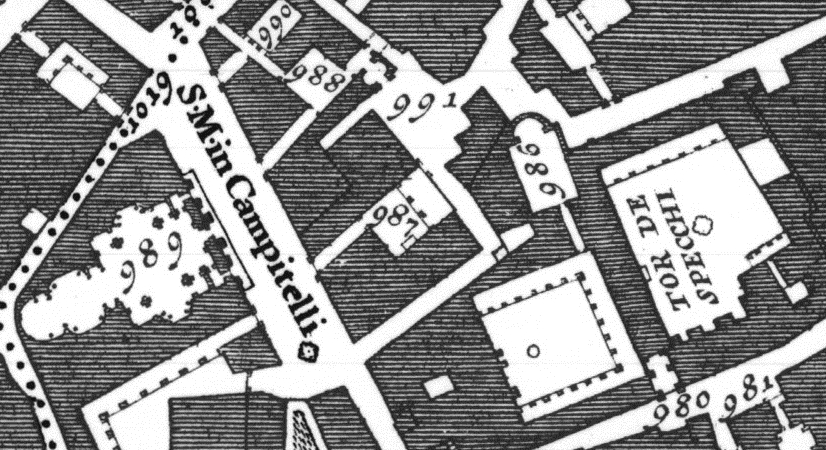
Piazza Santa Maria in Campitelli no Novo Plano de Roma de 1748 por GB Nolli: no no. 987 Palazzo Capizucchi, no. 988 Palazzo Albertoni Spinola, no. 989 a igreja, no nº. 990 Palazzo Cavalletti, no. 1019 Palazzo Serlupi Lovatelli

A Piazza di Campitelli, conhecida até 1871 como Piazza di Santa Maria in Campitelli, é uma praça em Roma que leva o nome do distrito de mesmo nome e está localizada não muito longe do Campidoglio, a sudeste da colina. Ainda antes, também era conhecida como Piazza dei Capizucchi pela família que ali vivia desde o final da Idade Média.

## História e descrição
De forma retangular alongada, suas origens remontam pelo menos ao século 11, quando a igreja de S. Maria in Campitello ficava no local do atual palácio Gaetani Lovatelli, no extremo oeste da praça. Giunone Regina, e dentro do qual os Capizucchis mandaram construir o cibório e ali erigiram seu padroado desde 1390, com a fachada voltada para a chamada Torre de Merangolo ou Citrangolo, incorporada à antiga casa de Fabrizio de Massimi que ficava no local onde hoje fica o Palazzo Clementi, hoje sede da Superintendência do Patrimônio Ambiental e Arquitetônico do Lácio.
A igreja foi reconstruída em 1619 no lado oposto ao anterior, para voltar a ser reconstruída com maiores proporções após a peste de 1656 na sua localização atual, obtida com a demolição das casas dos Albertoni onde nasceu o bem-aventurado Ludovica desta família, com o título de S. Maria in Campitelli em 1675 por Carlo Rainaldi, que também se interessou pela residência adjacente dos clérigos da igreja e pelo palácio próximo, anteriormente Serlupi e depois Lovatelli,
A igreja também assumiu o título de "de Portico" porque para lá foi transferida uma imagem da Madona que data do século XI, preservada na destruída igreja de S. Maria com este nome localizada perto da Ponte Rotto.

## Arredores
- Capitólio
- Basílica de Santa Maria in Aracoeli
- falésia Tarpéia
- Praça de Montana
- Teatro de Marcelo
- Igreja de San Nicola in Carcere
- Pórtico de Otávia
- Gueto de Roma
- Igreja de Sant'Angelo in Pescheria
- Palazzo Mattei di Giove
- Igreja de Santa Caterina dei Funari
- fonte da tartaruga
- Igreja de Santa Maria Annunziata em Tor de' Specchi
- Oblato de Santa Francesca Romana
- Igreja de Santa Rita de Cássia em Campitelli
- Cripta Balbi
- Templo de Apolo Sosiano
- porta carmental
- Vicus Iugarius
- área de Sant'Omobono